# Hrabia Alexander of Tunis

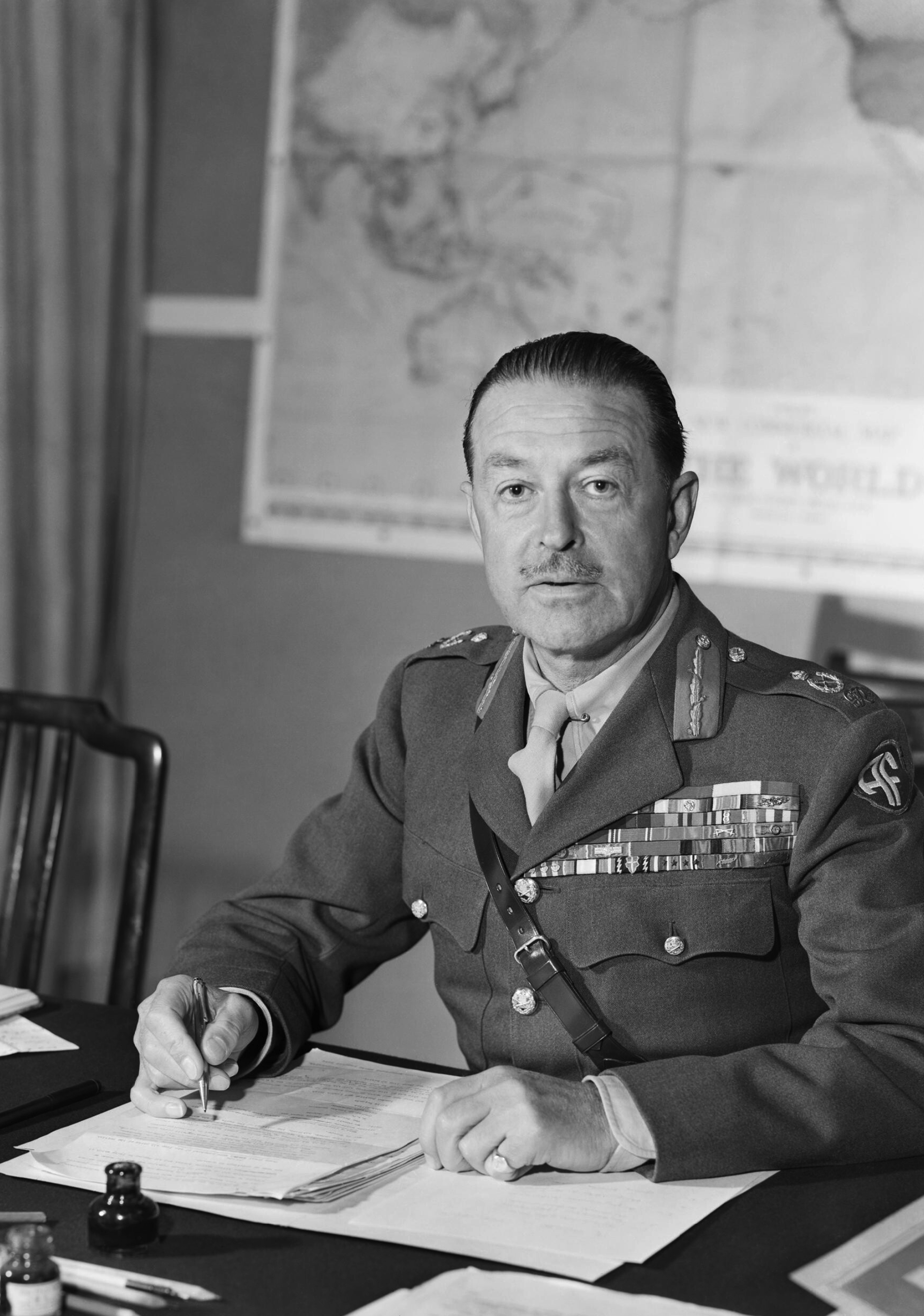
Harold Alexander, 1. Hrabia Alexander of Tunis

Hrabia Alexander of Tunis – dziedziczny tytuł brytyjski w Parlamencie Wielkiej Brytanii.

## Informacje ogólne
Tytuł powstał 14 marca 1952 roku, dla brytyjskiego feldmarszałka Harolda Alexandra.
Dodatkowymi tytułami hrabiego Alexander of Tunis są:
- wicehrabia Alexander of Tunis

- baron Rideau

## Lista hrabiów
- 1952–1969: Harold Rupert Leofric George Alexander, 1. hrabia Alexander of Tunis[2]
- 1969: Shane William Desmond Alexander, 2. hrabia Alexander of Tunis[2]